# The Dope Show
«The Dope Show» (в переводе с англ. — «Наркотическое шоу») — первый сингл с альбома Mechanical Animals американской рок-группы Marilyn Manson. Сингл был выпущен 15 сентября 1998 года.

## Список композиций
1. «The Dope Show» — 3:47
2. «Sweet Dreams (Are Made of This)» (Live) — 4:33
3. «Apple of Sodom» (Live) — 4:36

## Участники
- Мэрилин Мэнсон — вокал, бэк-вокал, перкуссия, продюсирование
- Twiggy Ramirez — бас-гитара, ритм-гитара, соло-гитара, аранжировки
- Madonna Wayne Gacy — клавишные
- Michael Beinhorn — продюсер
- Шон Бивен — звукорежиссер, микширование
- Tom Lord-Alge — микширование
- Goddess Bunny (Sandy Crisp, Jonny Baima) — играл в клипе "The Dope Show" медсестру